# Bathyphylax bombifrons
Bathyphylax bombifrons är en fiskart som beskrevs av Myers 1934. Bathyphylax bombifrons ingår i släktet Bathyphylax och familjen Triacanthodidae. Inga underarter finns listade.